# The Girl Who Shagged Me
Pour plus de détails, voir Fiche technique et Distribution.
The Girl Who Shagged Me est un vidéofilm américain réalisé par Thomas J. Moose, sorti en 2005. On peut traduire le titre par La fille qui m'a baisée.

## Synopsis
Lorsque le sort de la planète ne tient plus qu'à un fil, il faut espérer que Super-agent secret Johnson (Misty Mundae), agent 0069, soit prête pour une aventure sexy, scandaleuse et palpitante.
A Londres, le diabolique docteur Unsound a volé la découverte archéologique du siècle, le corps gelé de la légendaire déesse de la luxure (Anoushka Garin), dont le pouvoir surnaturel de séduction est si puissant qu'il peut mettre le monde à ses pieds.
Libérée de sa gangue de glace, la déesse commence sa quête pour la domination terrestre.
L'agent Johnson est rapidement dépêchée pour intercepter la menace.
Son esprit vif et encore plus son corps irrésistible seront des armes redoutables. Le combat lesbien peut commencer.

## Fiche technique
- Titre : The Girl Who Shagged Me
- Réalisateur : Thomas J. Moose
- Scénario : Andy Sawyer
- Langue : Anglais
- Format : Couleurs
- Durée : 77 minutes
- Pays de production :  États-Unis
- Date de sortie : 
  - États-Unis : 29 mars 2005

## Distribution
- Misty Mundae : agent Johnson / Hannibal Letcher
- Anoushka : la déesse de la luxure
- Frank Bowdler : professeur Lavish
- Rob Taylor : Alfred Tripple / cheik Mustaphahandful
- Jamie Muncher : le yéti
- Mark Standley : docteur Unsound
- Rachel Travers : Jade
- A. J. Khan : la fille de rêve
- Johnny Mango : Dudley McBride
- Adrian Ottiwell : le détective
- Andy Sawyer : le garde de la Sécurité n°1
- Thomas J. Moose : le garde de la Sécurité n°2
- Tim Tomorrows : l'homme des cavernes
- Sally Huxley : la femme des cavernes
- Colin Grime : le psychiatre
- Tex Rogers : le mari en colère
- Candy Peaks : la femme au foyer
- Butch Masters : le plombier